# Giovanni Gersen
Giovanni Gersen est bénédictin de Cavaglià en Piémont.
Il est un de ceux auxquels on attribue l'Imitation de Jésus-Christ. Il l'aurait écrite de 1220 à 1240. On a révoqué en doute son existence même, son nom paraissant n'être qu'une altération de celui de Gerson. 